# Hôtel de ville de Sabaudia
 (août 2022).
L'hôtel de ville de Sabaudia (en italien : Palazzo Comunale di Sabaudia) est un bâtiment de style rationaliste, siège de la commune de Sabaudia en Italie.

## Description
Le bâtiment, exemple du rationalisme italien, se situe dans le centre-ville de Sabaudia. La façade en brique présente à la base un revêtement en travertin. Au dessus de l'entrée on trouve un bas-relief représentant une Victoire Marchant, œuvre des sculpteurs F. Nagni e A. Vecchi.
A côté du palais se dresse la Tour Civique, reliée au bâtiment par un balcon. Haute de 46 mètres, elle est complètement couverte de travertin.

## Galerie d'images

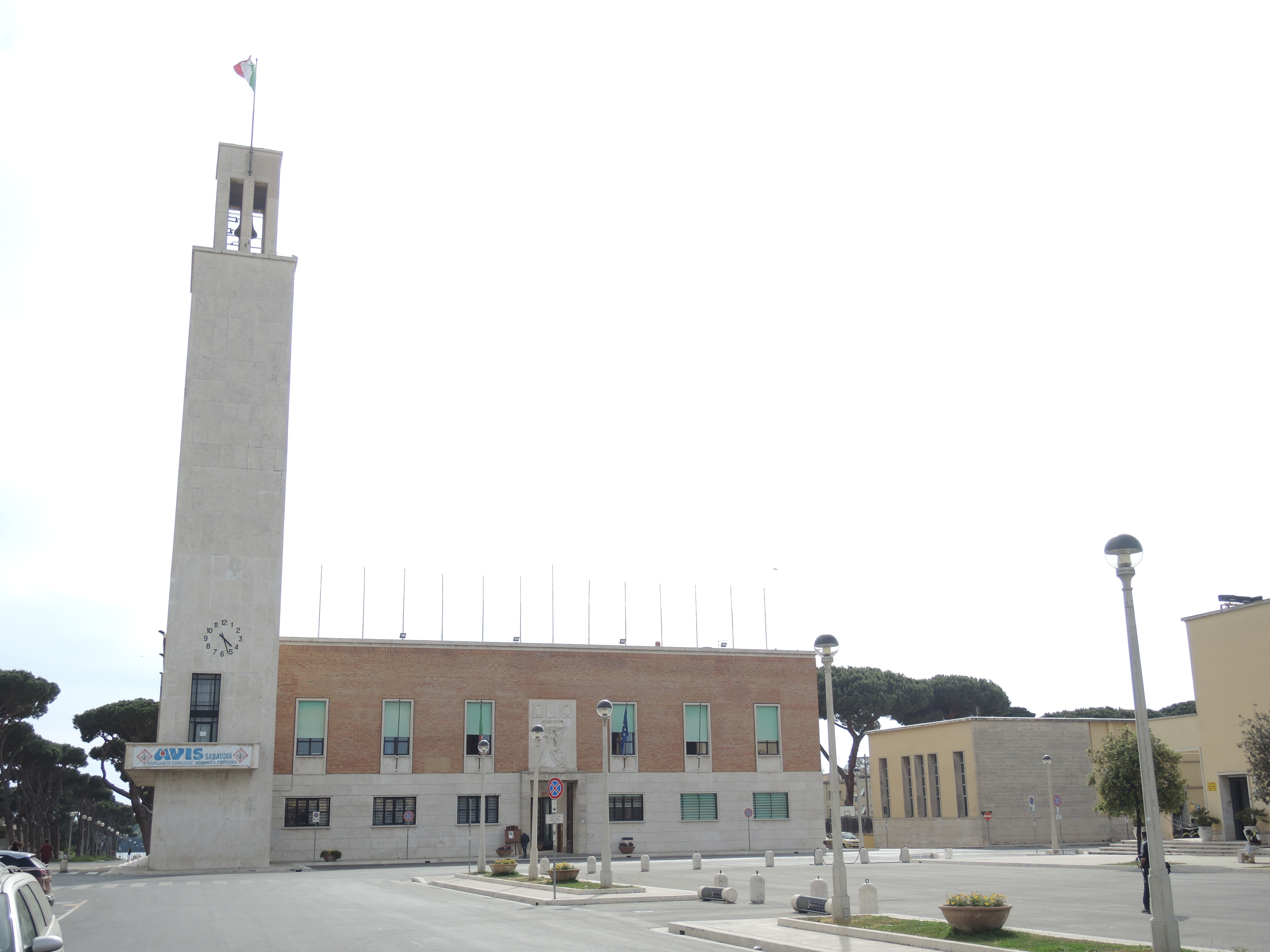
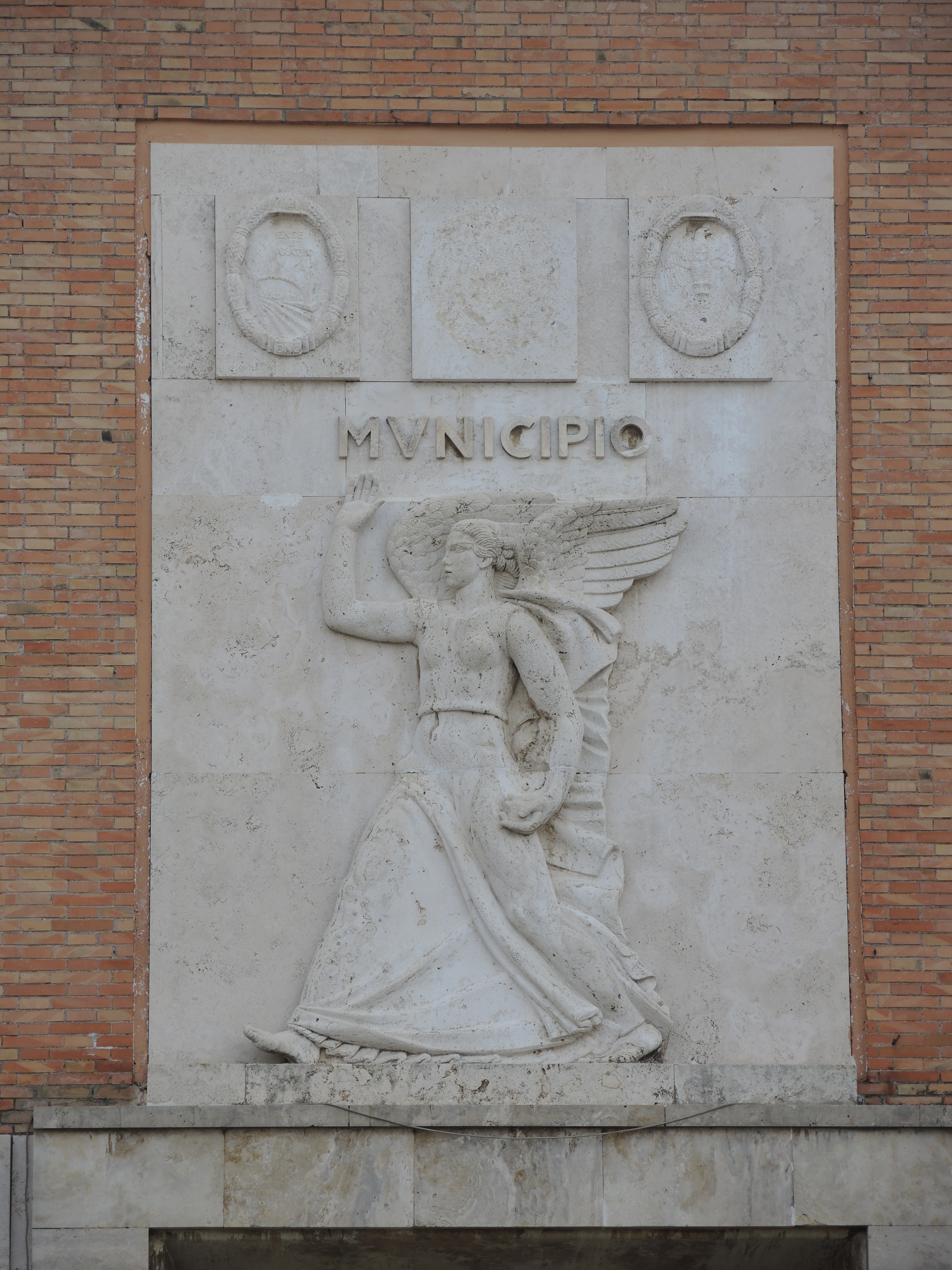
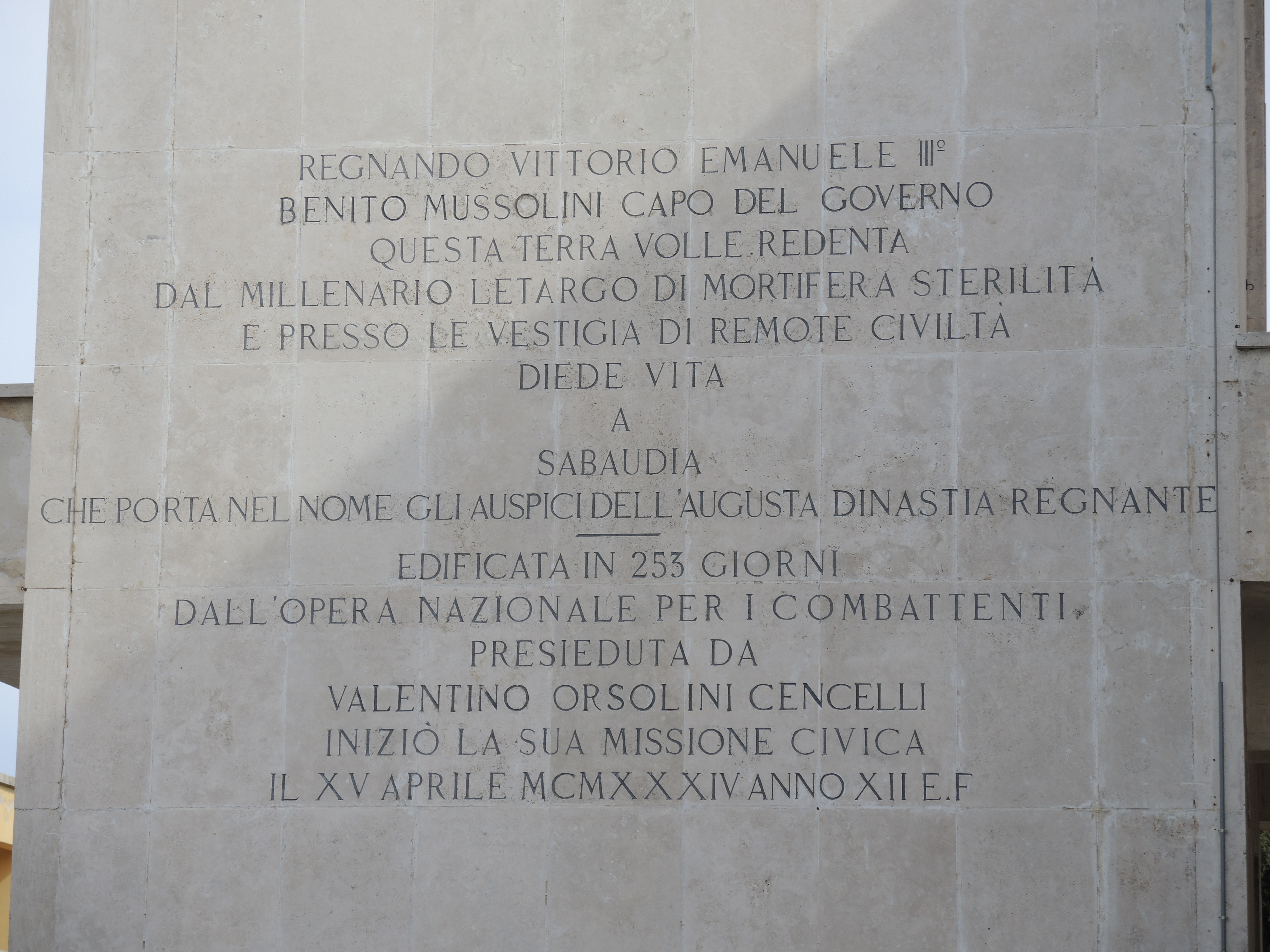